# Statul Gombe
Gombe este un stat  în Nigeria. Reședința sa este orașul Gombe.